# Risznerné Z. Kozma Ida
Risznerné Z. Kozma Ida (Pest, 1840? − ?, 1931 után) erdélyi magyar nótaszerző. 

## Élete
Önálló füzetekben kiadott dalai szövegeit a magyar irodalomból, főleg erdélyi költők alkotásaiból válogatta. Így keletkezett az Éji csöndben (Kolozsvár, 1925) Serestély Béla versére, az Álmodik a gyopár Jakab Géza és A két diák Szalay Mátyás szövegére (Kolozsvár, 1925), a Tearózsa és Madonna del’Mare Reményik Sándor verseire (Kolozsvár,  1927) és a Makkai László és Reményik verseit megzenésítő Májusi virág... (Kolozsvár, 1934), valamint a több szerzeményét tartalmazó Négy erdélyi magyar dal (Kolozsvár, 1926), a Dalok erdélyi költők verseire és Fiaim, csak énekeljetek (Kolozsvár, 1928) című gyűjteményes kötetei. A dalokat önálló szerzői estek keretében ismerhették meg az erdélyi városokban. A nótaszerzőt Krüzselyi Erzsébet 1931-ben Egy dalos testvéremnek című versben köszöntötte.